# Virginia Baxter
Virginia "Ginny" Baxter (Detroit, Michigan, 3 de dezembro de 1932 — 18 de dezembro de 2014) foi uma ex-patinadora artística americana, que competiu no individual feminino. Conquistou uma medalha de bronze em campeonatos mundiais e foi três vezes medalhista de bronze do campeonato nacional americano. Virgínia ainda disputou os Jogos Olímpicos de Inverno de 1952 terminando na quinta posição.

## Principais resultados
| Resultados                                            | Resultados        | Resultados        | Resultados        | Resultados        | Resultados    | Resultados    | Resultados    | Resultados    | Resultados    | Resultados    | Resultados    | Resultados    |
| Internacional                                         | Internacional     | Internacional     | Internacional     | Internacional     | Internacional | Internacional | Internacional | Internacional | Internacional | Internacional | Internacional | Internacional |
| Evento/Temporada                                      | 1948– 1949        | 1949– 1950        | 1950– 1951        | 1951– 1952        |               |               |               |               |               |               |               |               |
| ----------------------------------------------------- | ----------------- | ----------------- | ----------------- | ----------------- | ------------- | ------------- | ------------- | ------------- | ------------- | ------------- | ------------- | ------------- |
| Jogos Olímpicos                                       |                   |                   |                   | 5.ª               |               |               |               |               |               |               |               |               |
| Campeonato Mundial                                    | 7.ª               | 7.ª               |                   | Medalha de bronze |               |               |               |               |               |               |               |               |
| Campeonato Norte-Americano                            | Medalha de bronze |                   |                   |                   |               |               |               |               |               |               |               |               |
| Nacional                                              |                   |                   |                   |                   |               |               |               |               |               |               |               |               |
| Campeonato dos Estados Unidos                         | Medalha de bronze | Medalha de bronze | Medalha de bronze |                   |               |               |               |               |               |               |               |               |
|                                                       |                   |                   |                   |                   |               |               |               |               |               |               |               |               |
| Legenda: Competição não foi disputada nesta temporada |                   |                   |                   |                   |               |               |               |               |               |               |               |               |